# Felitciano Zschusschen
Felitciano Cederick Zschusschen (Breda, 24 gennaio 1992) è un calciatore olandese, attaccante dell'Huizen.

## Caratteristiche tecniche
Punta centrale, può giocare anche come ala.

## Carriera

### Club
Ha cominciato a giocare nelle giovanili del De Geeren. Nel 2008, dopo aver militato nelle giovanili dell'Advendo e del VV Baronie, è passato alle giovanili del NAC Breda. Nel 2011 viene acquistato dal Twente, con cui gioca prevalentemente nelle giovanili. Il 21 gennaio 2014 viene prestato al Dordrecht. Al termine della stagione rientra dal prestito. Il 2 febbraio 2015 viene ceduto con la stessa formula al NAC Breda. Il 17 agosto 2015 viene prestato al FC Oss. Al termine della stagione rimane svincolato. Il 31 gennaio 2017 viene ingaggiato dal Saarbrücken.

### Nazionale
Ha debuttato in Nazionale il 27 marzo 2015, in Curaçao-Montserrat (2–1), in cui mette a segno la rete del definitivo 2-1, trasformando un calcio di rigore. Ha messo a segno una tripletta il 1º giugno 2016, in Curaçao-Guyana (5–2). Nel 2017 viene inserito nella lista dei convocati per la Gold Cup 2017.

## Palmarès

### Club

#### Competizioni nazionali
- Scottish Challenge Cup: 1

Inverness: 2017-2018